# Johann Aurpach
Johann Aurpach (Beiname Altanus „Aichacher“, entsprechend dem Geburtsort; geboren am 5. Februar 1531 in Niederalteich; gestorben 1582) war ein deutscher Dichter und Jurist.
Aurpach war der Sohn eines Bauern, seine Mutter Anna, geb. Strasser, war die Tochter eines Ratsherren in Wasserburg. Nach dem Besuch der Schule des Benediktinerklosters Niederaltaich studierte Aurpach ab 1549 in Ingolstadt, Padua und von 1560 und 1562 in Frankreich in Angers, Paris und Orléans, wo er im April 1562 zum Doctor iuris promovierte.
1562 fand er eine erste Anstellung in Landshut, von 1563 bis 1565 war er im Dienst des bayerischen Herzogs Albrecht, wobei er auch mit den Rechtsstreitigkeiten in Zusammenhang mit der sogenannten Ortenburger Adelsverschwörung befasst war. Ab 1567 war er Jurist am Hof des Regensburger Bischofs David Kölderer von Burgstall. 1570 wurde er fürstbischöfliche Kanzler. Nach dem Tod Kölderers 1579 trat er zurück, wohl auch aus gesundheitlichen Rücksichten.
Als Dichter trat der damals Zwanzigjährige erstmals 1554 mit seinen Poematum libri quatuor hervor, einer in vier Büchern (Elegiae, Funera, Epigrammata, Lyrica) aufgeteilten Sammlung neulateinischer Gedichte. Eine weitere Gedichtsammlung entstand während seiner Zeit in Padua auf Anregung seines Freund Petrus Lotichius Secundus, als er sich wegen eines Ausbruchs der Pest in den kleinen Ort Arsego außerhalb der Stadt zurückgezogen hatte. Themen der Gedichte sind Freundschaft, Natur, Hingabe an die Dichtkunst, Liebe und Religion. Einen erheblichen Anteil macht dabei an Freunde Aurpachs gerichtete Gelegenheitsdichtung aus.
In der 1570 erschienenen Sammlung von sich an das Vorbild der antike Anakreonteia anlehnenden Oden in strophenlosen jambischen Dimetern tritt eine genrespezifischen Feier hedonistischer Lebensfreude gegenüber Darstellung privaten Lebens und entspannter Geselligkeit im Freundeskreis zurück. Themen sind der Geburtstag des Sohnes, der Tod der Tochter, die Hilfe der Ehefrau und die Sehnsucht nach häuslichem Frieden, Ruhe und literarischer Muse.
Bemerkenswert ist der Band auch als die wohl einzige Sammlung neulateinischer Dichtung, die komplett ins Deutsche übersetzt wurde, nämlich 1583 durch den Ingolstädter Professor Johann Engerd in einer zweisprachigen Edition.
Schließlich sind noch zu erwähnen Aurpachs „juristische Briefe“, die zahlreiche Details von seinen teils weiten Reisen enthalten. Eine erste Ausgabe erschien 1566, eine weitere, sechs Bände umfassende Sammlung wurde von seinem Sohn Hieronymus 1606 herausgegeben. Dieser Hieronymus Aurpach brachte es zum bischöflichen Kanzler in Freising, Aurpachs Enkel Johann Gundackher von Aurpach führte bereits den Adelstitel und war Hofkammerdirektor in München.

## Werke
- Poematum libri quatuor. Augsburg 1554.
- Altani poematum libri duo. Padua 1557.
- Anacreonticorum Odae. München 1570.
  - Übersetzung ins Deutsche durch Johann Engerd: Odae Anacreonticorvm; das ist, künstlich poetische gesäng vnnd lieder … Lateinisch und Deutsch. Eder, Ingolstadt 1583.
- Iter Patavinum, ex Germania in Italiam. In: Hodoeporicorum Libri VII. Hg. Nikolaus Reusner. Basel 1580, S. 273–296.
- Epistolarum juridicarum, quae consiliorum vice esse possunt, Libri IIII. Köln 1566.
- Singularium allegationum ad communem rerum usum accomodatarum. Köln. 1571.
- Epistolarum juridicarum. 6 Bände. Hg. von Hieronymus Aurpach. Ingolstadt 1606.